# Eerste klasse (2015/2016)
Eerste klasse 2015/2016 (nl: Eerste klasse;
fr.: Championnat de Belgique de football; de: Pro League)
(oficjalnie znana jako Jupiler Pro League ze względów sponsorskich) – była 113. edycją najwyższej klasy rozgrywkowej piłki nożnej w Belgii.
Brało w niej udział 16 drużyn, które w okresie od 28 lipca 2015 do 22 maja 2016 rozegrają w dwóch fazach 40 kolejek meczów. Obrońcą tytułu była drużyna KAA Gent. Mistrzostwo po raz czternasty w historii zdobyła drużyna Club Brugge.

## Format rozgrywek
W stosunku do poprzedniego sezonu wprowadzono zmiany, z których najważniejsze były zasady spadkowe. Zamiast organizować dogrywkę o utrzymanie pomiędzy drużynami zajmującymi dwie ostatnie pozycje, w tym sezonie ostatnia drużyna została natychmiast zdegradowana, natomiast drużyna zajmująca 15. miejsce zakończyła rozgrywki zachowując miejsce w belgijskiej Eerste klasse A.
Wprowadzono kilka innych mniejszych zmian, mianowicie:
- Drużyna, która po sezonie zasadniczym zajmie pierwsze miejsce w tabeli, będzie miała zapewnione co najmniej miejsce w Lidze Europy UEFA 2016/2017, jeśli wypadnie z dwóch pierwszych miejsc i tym samym straci kwalifikacje do Ligi Mistrzów UEFA 2016/2017. Otrzymają miejsce w trzeciej rundzie kwalifikacyjnej Ligi Europejskiej UEFA 2016/2017 lub nawet w fazie grupowej, jeśli zdobywcy Pucharu Belgii w latach 2015/2016 zajmie miejsce w pierwszej dwójce.
- W przypadku, gdy dwie lub więcej drużyn zakończy rozgrywki z równą liczbą punktów po fazie play-offs o mistrzostwo, rozstrzygać będzie pozycja końcowa sezonu zasadniczego.
- Żółte kartki zostaną anulowane wszystkim zawodnikom po zakończeniu sezonu zasadniczego. Wszelkie uzyskane już zawieszenia zostaną zachowane. Ponadto podczas play-offów gracze będą karani zawieszeniem na jeden mecz już po trzech żółtych kartkach, a nie pięciu, jak w sezonie zasadniczym.

Pierwsze dwie z tych zasad zostały wdrożone jako rekompensata za zasadę zmniejszającą o połowę liczbę punktów zdobytych w sezonie zasadniczym przed rozpoczęciem play-offów o mistrzostwo. Zasada ta była przedmiotem skarg kilku drużyn, które w ostatnich sezonach prowadziły po sezonie zasadniczym. Trzecia zasada została wprowadzona, aby zapobiec celowemu otrzymywaniu przez zawodników żółtych kartek pod koniec sezonu zasadniczego. Ta taktyka miała na celu zapewnienie, że zostaną zawieszeni przed play-offami, szczególnie przeciwko słabszym drużynom, co umożliwiło im rozpoczęcie decydujących play-offów z czystym kontem dyscyplinarnym.

## Uczestniczące drużyny
| Uczestnicy poprzedniej edycji | Uczestnicy poprzedniej edycji | Uczestnicy poprzedniej edycji | Uczestnicy poprzedniej edycji |
| --- | ----------------------------- | ----------------------------- | ----------------------------- |
| KAA | KAA Gent                      | Gandawa                       | 1                             |
| CLB | Club Brugge                   | Brugia                        | 2                             |
| AND | RSC Anderlecht                | Anderlecht                    | 3                             |
| STL | Standard Liège                | Liège                         | 4                             |
| CHA | Charleroi                     | Charleroi                     | 5                             |
| KVK | Kortrijk                      | Kortrijk                      | 6                             |
| GNK | KRC Genk                      | Genk                          | 7                             |
| LOK | Lokeren                       | Lokeren                       | 8                             |
| KVM | KV Mechelen                   | Mechelen                      | 9                             |
| OOS | KV Oostende                   | Ostenda                       | 10                            |
| WES | KVC Westerlo                  | Westerlo                      | 11                            |
| ZWA | SV Zulte Waregem              | Waregem                       | 12                            |
| EXM | Royal Mouscron-Péruwelz       | Mouscron                      | 13                            |
| WAA | Waasland-Beveren              | Beveren                       | 14                            |
| Awans z Tweede klasse |                               |                               |                               |
| STR | Sint-Truiden                  | Sint-Truiden                  | 1                             |
| po barażach |                               |                               |                               |
| OHL | OH Leuven                     | Heverlee                      | 5                             |
| Oznaczenia: - kolumna pierwsza – skróty nazw drużyn, - kolumna trzecia – siedziba klubu, - kolumna czwarta – miejsce zajęte w poprzednim sezonie. |                               |                               |                               |

## Faza zasadnicza

### Tabela
| Lp. | Drużyna                 | M  | Z  | R  | P  | B+ | B- | +/– | Pkt | Kwalifikacja lub spadek |
| --- | ----------------------- | -- | -- | -- | -- | -- | -- | --- | --- | ----------------------- |
| 1   | Club Brugge (Z)         | 30 | 21 | 1  | 8  | 64 | 30 | +34 | 64  | play-offs I             |
| 2   | Gent                    | 30 | 17 | 9  | 4  | 56 | 29 | +27 | 60  | play-offs I             |
| 3   | Anderlecht              | 30 | 15 | 10 | 5  | 51 | 29 | +22 | 55  | play-offs I             |
| 4   | Oostende                | 30 | 14 | 7  | 9  | 55 | 44 | +11 | 49  | play-offs I             |
| 5   | Genk                    | 30 | 14 | 6  | 10 | 42 | 30 | +12 | 48  | play-offs I             |
| 6   | Zulte Waregem           | 30 | 12 | 7  | 11 | 51 | 50 | +1  | 43  | play-offs I             |
| 7   | Standard Liège          | 30 | 12 | 5  | 13 | 41 | 51 | −10 | 41  | play-offs II            |
| 8   | Royal Charleroi         | 30 | 10 | 9  | 11 | 36 | 39 | −3  | 39  | play-offs II            |
| 9   | Kortrijk                | 30 | 10 | 9  | 11 | 31 | 35 | −4  | 39  | play-offs II            |
| 10  | Mechelen                | 30 | 10 | 7  | 13 | 48 | 50 | −2  | 37  | play-offs II            |
| 11  | Lokeren                 | 30 | 8  | 10 | 12 | 35 | 40 | −5  | 34  | play-offs II            |
| 12  | Waasland-Beveren        | 30 | 9  | 6  | 15 | 40 | 57 | −17 | 33  | play-offs II            |
| 13  | Sint-Truiden            | 30 | 8  | 6  | 16 | 28 | 47 | −19 | 30  | play-offs II            |
| 14  | Royal Mouscron-Péruwelz | 30 | 7  | 9  | 14 | 39 | 51 | −12 | 30  | play-offs II            |
| 15  | Westerlo                | 30 | 7  | 9  | 14 | 35 | 59 | −24 | 30  |                         |
| 16  | OH Leuven (S)           | 30 | 7  | 8  | 15 | 42 | 53 | −11 | 29  | Eerste klasse B         |

### Wyniki
| Gospodarz \ Gość        | AND | CHA | CLU | GNK | GNT | KVK | OHL | LOK | KVM | EXM | OOS | STR | STA | W-B | WES | ZWA |
| ----------------------- | --- | --- | --- | --- | --- | --- | --- | --- | --- | --- | --- | --- | --- | --- | --- | --- |
| Anderlecht              |     | 2–1 | 3–1 | 0–0 | 1–1 | 3–0 | 3–2 | 1–0 | 1–1 | 2–0 | 1–1 | 1–0 | 3–3 | 3–2 | 2–1 | 3–0 |
| Royal Charleroi         | 1–1 |     | 0–0 | 1–0 | 1–1 | 1–1 | 2–1 | 1–2 | 3–2 | 2–1 | 1–1 | 0–0 | 2–3 | 2–3 | 0–0 | 3–0 |
| Club Brugge             | 1–4 | 2–1 |     | 1–0 | 1–0 | 2–1 | 2–0 | 2–1 | 3–0 | 3–0 | 1–0 | 3–0 | 7–1 | 5–1 | 6–0 | 3–0 |
| Genk                    | 0–0 | 2–0 | 3–2 |     | 0–1 | 1–0 | 3–1 | 0–2 | 3–1 | 0–4 | 4–1 | 3–0 | 3–1 | 6–1 | 2–1 | 2–1 |
| Gent                    | 2–0 | 1–3 | 4–1 | 1–0 |     | 3–0 | 1–1 | 3–1 | 2–2 | 2–0 | 2–2 | 1–0 | 4–1 | 2–1 | 5–0 | 2–2 |
| Kortrijk                | 1–1 | 2–0 | 1–4 | 1–0 | 0–0 |     | 0–0 | 0–0 | 1–0 | 1–3 | 2–1 | 3–0 | 2–1 | 3–1 | 1–1 | 1–0 |
| OH Leuven               | 0–2 | 2–0 | 0–1 | 1–3 | 0–2 | 1–0 |     | 3–3 | 3–1 | 1–1 | 4–1 | 1–0 | 0–2 | 0–2 | 5–1 | 2–3 |
| Lokeren                 | 1–1 | 2–2 | 0–1 | 0–0 | 1–2 | 3–1 | 1–2 |     | 2–0 | 1–2 | 0–1 | 1–1 | 0–2 | 1–2 | 2–1 | 1–1 |
| Mechelen                | 2–2 | 0–1 | 1–4 | 1–1 | 2–0 | 0–2 | 2–1 | 1–1 |     | 3–1 | 2–1 | 3–0 | 4–0 | 2–0 | 2–2 | 3–4 |
| Royal Mouscron-Péruwelz | 2–1 | 0–1 | 2–1 | 0–1 | 1–2 | 0–1 | 3–1 | 1–1 | 2–3 |     | 2–2 | 0–2 | 1–1 | 0–1 | 2–2 | 2–2 |
| Oostende                | 3–1 | 2–1 | 0–2 | 3–2 | 5–2 | 1–0 | 3–0 | 2–0 | 3–1 | 3–3 |     | 1–2 | 4–1 | 3–3 | 2–1 | 0–2 |
| Sint-Truiden            | 1–2 | 1–1 | 2–1 | 3–1 | 0–2 | 2–1 | 2–2 | 1–1 | 0–3 | 0–1 | 1–1 |     | 1–0 | 1–3 | 1–2 | 1–2 |
| Standard Liège          | 1–0 | 3–0 | 2–0 | 2–1 | 0–3 | 1–1 | 2–2 | 0–1 | 2–1 | 3–0 | 1–2 | 1–2 |     | 1–0 | 1–2 | 2–1 |
| Waasland-Beveren        | 1–0 | 0–1 | 1–2 | 0–1 | 1–3 | 2–1 | 2–2 | 2–3 | 0–0 | 3–3 | 1–5 | 2–1 | 0–0 |     | 2–2 | 2–1 |
| Westerlo                | 0–3 | 2–1 | 0–2 | 0–0 | 1–1 | 1–1 | 3–2 | 1–2 | 3–2 | 2–2 | 0–1 | 0–3 | 2–0 | 1–0 |     | 1–2 |
| Zulte Waregem           | 0–4 | 2–3 | 2–0 | 0–0 | 1–1 | 2–2 | 2–2 | 3–1 | 2–3 | 3–0 | 1–0 | 4–0 | 2–3 | 2–1 | 4–2 |     |

## Faza finałowa

### Play-offs I
| Lp. | Drużyna            | M  | Z | R | P | B+ | B- | +/– | BP | Pkt | Kwalifikacja                                  |     | CLU | AND | GNT | GNK | OOS | ZWA |
| --- | ------------------ | -- | - | - | - | -- | -- | --- | -- | --- | --------------------------------------------- | --- | --- | --- | --- | --- | --- | --- |
| 1   | Club Brugge (M, Z) | 10 | 7 | 1 | 2 | 25 | 9  | +16 | 32 | 54  | Liga Mistrzów UEFA • Faza grupowa             |     |     | 4–0 | 2–0 | 3–1 | 2–2 | 5–0 |
| 2   | Anderlecht         | 10 | 6 | 1 | 3 | 15 | 16 | −1  | 28 | 47  | Liga Mistrzów UEFA • III runda kwalifikacyjna |     | 1–0 |     | 2–0 | 1–0 | 2–1 | 2–0 |
| 3   | Gent               | 10 | 3 | 3 | 4 | 10 | 15 | −5  | 30 | 42  | Liga Europy UEFA • III runda kwalifikacyjna   |     | 1–4 | 1–1 |     | 0–0 | 2–0 | 1–1 |
| 4   | Genk (B, O)        | 10 | 5 | 1 | 4 | 20 | 13 | +7  | 24 | 40  | Liga Europy UEFA • II runda kwalifikacyjna    |     | 4–2 | 5–2 | 1–2 |     | 4–0 | 2–0 |
| 5   | Oostende           | 10 | 3 | 2 | 5 | 14 | 19 | −5  | 25 | 36  |                                               |     | 0–1 | 4–2 | 0–1 | 2–1 |     | 3–3 |
| 6   | Zulte Waregem      | 10 | 1 | 2 | 7 | 11 | 23 | −12 | 22 | 27  |                                               | 0–2 | 1–2 | 4–2 | 1–2 | 1–2 |     |     |

### Play-offs II
| Grupa A |                         |   |   |   |   |    |    |    |    |                                 |     |     |     |     |     |
| 1       | Kortrijk (B)            | 6 | 4 | 2 | 0 | 13 | 5  | +8 | 14 |                                 |     |     | 1–0 | 0–0 | 5–0 |
| 2       | Standard Liège (P)      | 6 | 3 | 1 | 2 | 8  | 5  | +3 | 10 | Liga Europy UEFA • Faza grupowa |     | 1–1 |     | 4–1 | 2–0 |
| 3       | Royal Mouscron-Péruwelz | 6 | 1 | 2 | 3 | 5  | 8  | −3 | 5  |                                 |     | 2–3 | 2–0 |     | 0–0 |
| 4       | Waasland-Beveren        | 6 | 1 | 1 | 4 | 3  | 11 | −8 | 4  |                                 | 2–3 | 0–1 | 1–0 |     |     |

| Grupa B |                     |   |   |   |   |    |    |    |    |  |     |     |     |     |
| 1       | Royal Charleroi (B) | 6 | 3 | 2 | 1 | 13 | 6  | +7 | 11 |  |     | 2–2 | 4–0 | 1–1 |
| 2       | Lokeren             | 6 | 3 | 2 | 1 | 12 | 7  | +5 | 11 |  | 1–0 |     | 5–1 | 1–0 |
| 3       | Mechelen            | 6 | 2 | 1 | 3 | 7  | 14 | −7 | 7  |  | 2–3 | 2–1 |     | 1–1 |
| 4       | Sint-Truiden        | 6 | 0 | 3 | 3 | 4  | 9  | −5 | 3  |  | 0–3 | 2–2 | 0–1 |     |

## Baraż o Ligę Europy
Genk wygrał 5-3 z Royal Charleroi finał baraży o miejsce w Lidze Europy UEFA na sezon 2016/2017.
|  |          |                 |          |          |          |    |                 |       |       |       |       |       |
|  | Półfinał | Półfinał        | Półfinał | Półfinał | Półfinał |    |                 | Finał | Finał | Finał | Finał | Finał |
|  | Półfinał | Półfinał        | Półfinał | Półfinał | Półfinał |    |                 | Finał | Finał | Finał | Finał | Finał |
|  |          |                 |          |          |          |    |                 |       |       |       |       |       |
|  |          |                 |          |          |          |    |                 |       |       |       |       |       |
|  | B1       | Royal Charleroi | 1        | 2        | 3        |    |                 |       |       |       |       |       |
|  | B1       | Royal Charleroi | 1        | 2        | 3        |    |                 |       |       |       |       |       |
|  | A1       | Kortrijk        | 0        | 1        | 1        |    |                 |       |       |       |       |       |
|  | A1       | Kortrijk        | 0        | 1        | 1        |    |                 |       |       |       |       |       |
|  |          |                 |          |          |          | B1 | Royal Charleroi | 2     | 1     | 3     |       |       |
|  |          |                 |          |          |          | B1 | Royal Charleroi | 2     | 1     | 3     |       |       |
|  |          |                 | 4        | Genk     | 0        | 5  | 5               |       |       |       |       |       |
|  |          |                 |          |          |          | 5  | 5               |       |       |       |       |       |

| 13 maja 2016 | Royal Charleroi   | 1:0   | Kortrijk |                                                                              |
| 20:30        | Jérémy Perbet 90' | (0:0) |          | Stade du Pays de Charleroi, Charleroi Widzów: 7038 Sędzia: Alexandre Boucaut |

| 21 maja 2016 | Kortrijk      | 1:2   | Royal Charleroi                      |                                                                    |
| 20:00        | Sidy Sarr 74' | (0:0) | 53' Jérémy Perbet · 90+4' Amara Baby | Guldensporen Stadion, Kortrijk Widzów: 7100 Sędzia: Serge Gumienny |

| 26 maja 2016 | Royal Charleroi                    | 2:0   | Genk |                                                                            |
| 20:30        | Amara Baby 43' · Jérémy Perbet 50' | (1:0) |      | Stade du Pays de Charleroi, Charleroi Widzów: 8733 Sędzia: Erik Lambrechts |

| 29 maja 2016 | Genk                                                                        | 5:1   | Royal Charleroi   |                                                     |
| 14:30        | Nikolaos Karelis 20' (k), 56', 71' · Mbwana Samatta 27' · Sandy Walsh 45+3' | (3:1) | 40' Jérémy Perbet | Cristal Arena, Genk Widzów: 14 635 Sędzia: Wim Smet |

## Najlepsi strzelcy
| Bramki | Strzelcy           | Drużyna         |
| ------ | ------------------ | --------------- |
| 20     | Jérémy Perbet      | Royal Charleroi |
| 18     | Mbaye Leye         | Zulte Waregem   |
| 17     | Sofiane Hanni      | Mechelen        |
| 14     | Stefano Okaka      | Anderlecht      |
| 13     | Gohi Bi Cyriac     | Oostende        |
| 13     | Laurent Depoitre   | Gent            |
| 13     | Abdoulay Diaby     | Club Brugge     |
| 13     | Frédéric Gounongbe | Westerlo        |
| 13     | Sven Kums          | Gent            |
| 13     | Jelle Vossen       | Club Brugge     |

Źródło:

## Stadiony
| Anderlecht                  |
| --------------------------- |
| Stade Constant Vanden Stock |
|                             |

| Club Brugge         |
| ------------------- |
| Jan Breydel Stadion |
|                     |

| Royal Charleroi            |
| -------------------------- |
| Stade du Pays de Charleroi |
|                            |

| Genk          |
| ------------- |
| Cristal Arena |
|               |

| Gent           |
| -------------- |
| Ghelamco Arena |
|                |

| Kortrijk             |
| -------------------- |
| Guldensporen Stadion |
|                      |

| OH Leuven         |
| ----------------- |
| Stadion Den Dreef |
|                   |

| Lokeren       |
| ------------- |
| Daknamstadion |
|               |

| Mechelen          |
| ----------------- |
| Achter de Kazerne |
|                   |

| Royal Mouscron-Péruwelz |
| ----------------------- |
| Stade Le Canonnier      |
|                         |

| Oostende   |
| ---------- |
| Albertpark |
|            |

| Sint-Truiden |
| ------------ |
| Stayen       |
|              |

| Standard Liège         |
| ---------------------- |
| Stade Maurice Dufrasne |
|                        |

| Waasland-Beveren  |
| ----------------- |
| Freethiel Stadion |
|                   |

| Westerlo   |
| ---------- |
| Het Kuipje |
|            |

| Zulte Waregem    |
| ---------------- |
| Regenboogstadion |
|                  |

Źródło:.